# Synagoga Izraela Tajcha w Łodzi
Synagoga Izraela Tajcha w Łodzi – prywatny dom modlitwy znajdujący się w Łodzi przy ulicy Kamiennej 18.
Synagoga została zbudowana w 1902 roku z inicjatywy Izraela Tajcha. Mogła ona pomieścić 40 osób. Podczas II wojny światowej hitlerowcy zdewastowali synagogę.